# 다니엘 오르테가
호세 다니엘 오르테가 사베드라(스페인어: José Daniel Ortega Saavedra, 문화어: 다니엘 오르떼가 싸베드라, 1945년 11월 11일 ~ )는 니카라과의 현직 대통령이다. 중산층 사업가 집안에서 태어나 자랐지만, 일찌감치 정치에 눈을 떠 열다섯 살 때부터 소모사 정권의 46년간의 독재에 대항하는 반정부 활동을 시작했다. 그 후 좌파 정치인으로, 1979년 친미독재정권인 아나스타시오 소모사 정권을 붕괴시킨 산디니스타 민족해방전선(FSNL)의 사회주의 혁명을 지도, 결국 소모사 독재 정권을 붕괴시키면서 1984년부터 1990년까지 니카라과 대통령으로 재직했다. 미국의 지원을 받아온 콘트라 반군과의 투쟁을 통해 반미 운동을 하였다.
그는 1990년 선거에서 재선에 실패했고, 1996년과 2001년에도 연거푸 낙선했다. 그러나 2006년 11월 5일 선거에서 FSNL 소속 후보로 나서 대통령에 다시 당선되었다. 그의 재집권은 대부분 2달러 미만으로 생활하는 니카라과 민중들이 좌파 정치인들에게 얼마나 큰 기대를 걸고 있는지 보여주었다.
2008년에는 친러파답게 조지아의 자치 공화국인 남오세티야와 압하지야를 독립국으로 인정한 바가 있다.
하지만 2017년부터 부인 무리요 여사까지 부통령을 맡아 국정 전면에 나서 세계 유래없는 부부 폭정을 시작하는 등 연임을 이어가면서 중남미 최악의 독재자로서 악명을 떨치고 있다. 
2018년에는 반정부 시위 탄압으로 400명 이상의 민간인을 학살하였으며 친정부 민병대에 의한 실종자 역시 총 595명으로 집계됐다. 오르테가 부부의 독재와 폭정은 국제사회의 비판을 받았으며, 미국과 유럽연합(EU) 등은 이들을 비롯한 정권 인사들을 제재 명단에 올려놓았다.
2021년 11월 대선을 앞두고 6월부터 야권 인사들을 무더기로 잡아들이며 통산 5선이자 4연임을 위한 걸림돌 제거에 나섰다.
2021년 11월, 최고 선거 위원회가 발표한 첫 부분 공식 결과에 따르면 다니엘 오르테가는 75%의 득표율로 2007년 이후 5년 임기의 4선을 성공하였다.

## 역대 선거 결과
| 선거명      | 직책명          | 대수 | 정당                    | 득표율 | 득표수      | 결과 | 당락 |
| ----------- | --------------- | ---- | ----------------------- | ------ | ----------- | ---- | ---- |
| 1984년 선거 | 니카라과 대통령 | 54대 | 산디니스타 민족해방전선 | 66.97% | 735,967표   | 1위  |      |
| 1990년 선거 | 니카라과 대통령 | 55대 | 산디니스타 민족해방전선 | 40.82% | 579,886표   | 2위  | 낙선 |
| 1996년 선거 | 니카라과 대통령 | 56대 | 산디니스타 민족해방전선 | 37.83% | 664,909표   | 2위  | 낙선 |
| 2001년 선거 | 니카라과 대통령 | 57대 | 산디니스타 민족해방전선 | 42.34% | 915,417표   | 2위  | 낙선 |
| 2006년 선거 | 니카라과 대통령 | 58대 | 산디니스타 민족해방전선 | 38.07% | 854,316표   | 1위  |      |
| 2011년 선거 | 니카라과 대통령 | 59대 | 산디니스타 민족해방전선 | 62.46% | 1,569,287표 | 1위  |      |
| 2016년 선거 | 니카라과 대통령 | 60대 | 산디니스타 민족해방전선 | 72.44% | 1,806,651표 | 1위  |      |
| 2021년 선거 | 니카라과 대통령 | 61대 | 산디니스타 민족해방전선 | 75.92% | 2,053,342표 | 1위  |      |